# Suddenly Susan
Suddenly Susan (De repente Susan en España y Susan en Argentina) es una comedia de situación estadounidense, protagonizada por Brooke Shields. Fue emitida por la cadena NBC desde el 19 de septiembre de 1996 hasta el 26 de diciembre de 2000. La trama transcurre en la ciudad de San Francisco. Se centra en la ficticia revista The Gate donde la empleada Susan Keane (interpretada por Brooke Shields), termina con su novio durante el día de su boda (a mitad de la ceremonia), y ahora trabaja bajo las órdenes de Jack (interpretado por Judd Nelson) quien es el hermano de su exnovio. Su trabajo consistirá en redactar una columna sobre la circunstancia de encontrarse "repentinamente" (suddenly, en inglés) soltera y viviendo en la ciudad de San Francisco. 
Dentro de los personajes principales se encuentra a Todd Stities (David Strickland); Vicki Groener (Kathy Griffin), crítico de restaurantes, y Maddy Piper (Andrea Bendewald), periodista de investigación y antigua enemiga de Susan. Otro secundario importante es Nana (Barbara Barrie), abuela y confidente de Susan.

## Reparto
| Actor            | Personaje          | Descripción                   |
| ---------------- | ------------------ | ----------------------------- |
| Brooke Shields   | Susan Keane        |                               |
| Nestor Carbonell | Luis Rivera        | Compañero de trabajo de Susan |
| Kathy Griffin    | Vicki Groener      | Compañera de trabajo de Susan |
| Barbara Barrie   | Helen "Nana" Keane | Abuela de Susan               |
| Judd Nelson      | Jack Richmond      | Jefe de Susan                 |
| David Strickland | Todd Stities       | Compañero de trabajo de Susan |
| Andrea Bendewald | Maddy Piper        | Compañera de trabajo de Susan |
| Sherri Shepherd  | Miranda Charles    |                               |
| Eric Idle        | Ian Maxtone-Graham |                               |

## Episodios

### Temporada 1 (1996-97)
| N.º sobre todo | N.º en Temporada | Título                                    | Director        | Escritor                                                                                        | Fecha de estreno original |
| -------------- | ---------------- | ----------------------------------------- | --------------- | ----------------------------------------------------------------------------------------------- | ------------------------- |
| 1              | 1                | "First Episode"                           | Andy Ackerman   | Historia por : Clyde Phillips                                                                   | 19 de septiembre de 1996  |
| 1              | 1                | "First Episode"                           | Andy Ackerman   | Teleplay por : Gary Dontzig & Steven Peterman & Billy Van Zandt & Jane Milmore & Clyde Phillips | 19 de septiembre de 1996  |
| 2              | 2                | "Dr. No"                                  | Steve Zuckerman | Dan O'Shannon                                                                                   | 26 de septiembre de 1996  |
| 3              | 3                | "The Best Laid Plans"                     | Shelley Jensen  | Mimi Friedman & Jeanette Collins                                                                | Octubre 3, 1996           |
| 4              | 4                | "Suddenly Susan Unplugged"                | Steve Zuckerman | Rick Singer & Andrew Green                                                                      | Octubre 10, 1996          |
| 5              | 5                | "Hoop Dreams"                             | Shelly Jensen   | Heather MacGillvray & Linda Mathious                                                            | Octubre 17, 1996          |
| 6              | 6                | "Lie! Lie! My Darling"                    | Shelley Jensen  | Ian Praiser                                                                                     | Octubre 31, 1996          |
| 7              | 7                | "Golden Girl Friday"                      | Shelley Jensen  | Rick Singer & Andrew Green                                                                      | Noviembre 7, 1996         |
| 8              | 8                | "Beauty and the Beasty Boy"               | Steve Zuckerman | Maryanne Melloan                                                                                | 14 de noviembre de 1996   |
| 9              | 9                | "Cold Turkey"                             | Rod Daniel      | Historia por : Gary Dontzig & Steven Peterman                                                   | 21 de noviembre de 1996   |
| 9              | 9                | "Cold Turkey"                             | Rod Daniel      | Teleplay por : Dan O'Shannon                                                                    | 21 de noviembre de 1996   |
| 10             | 10               | "Was It Something I Said?"                | Steve Zuckerman | Marc Flanagan                                                                                   | 12 de diciembre de 1996   |
| 11             | 11               | "The Walk-Out"                            | Barnet Kellman  | Heather MacGillvray & Linda Mathious                                                            | Diciembre 19, 1996        |
| 12             | 12               | "The Me Nobody Nose"                      | Shelley Jensen  | Mimi Friedman & Jeanette Collins                                                                | Enero 9, 1997             |
| 13             | 13               | "The Ways and Means"                      | Gail Mancuso    | Jana Barto                                                                                      | Febrero 27, 1997          |
| 14             | 14               | "What a Card"                             | Shelley Jensen  | Rick Singer & Andrew Green                                                                      | Marzo 6, 1997             |
| 15             | 15               | "Love and Divorce American Style: Part 1" | Shelley Jensen  | Ian Praiser                                                                                     | Marzo 13, 1997            |
| 16             | 16               | "Love and Divorce American Style: Part 2" | Pamela Fryman   | Dan O'Shannon                                                                                   | Marzo 20, 1997            |
| 17             | 17               | "Love and Divorce American Style: Part 3" | Pamela Fryman   | Susan Fales                                                                                     | Marzo 27, 1997            |
| 18             | 18               | "With Friends Like These"                 | Shelley Jensen  | Maryanne Melloan                                                                                | Abril 10, 1997            |
| 19             | 19               | "Where the Wild Things Aren't"            | Shelley Jensen  | Maryanne Melloan                                                                                | Abril 17, 1997            |
| 20             | 20               | "A Boy Like That"                         | Shelley Jensen  | Gary Dontzig & Steven Peterman                                                                  | Abril 24, 1997            |
| 21             | 21               | "Family Affairs"                          | Gail Mancuso    | Phil Baker & Drew Vaupen                                                                        | Mayo 1, 1997              |
| 22             | 22               | "I'll See That and Raise You Susan"       | Shelley Jensen  | Neil J. Deiter                                                                                  | Mayo 8, 1997              |

### Temporada 2 (1997-98)
| N.º sobre todo | N.º en Temporada | Título                                   | Director                 | Escritor                         | Fecha de estreno original |
| -------------- | ---------------- | ---------------------------------------- | ------------------------ | -------------------------------- | ------------------------- |
| 23             | 1                | "I Love You, I Think"                    | Tom Moore                | Steven Peterman & Gary Dontzig   | Septiembre 22, 1997       |
| 24             | 2                | "Past Tense"                             | Tom Moore                | Mimi Friedman & Jeanette Collins | Septiembre 29, 1997       |
| 25             | 3                | "Truth and Consequences"                 | Pamela Fryman            | Christopher Vane                 | Octubre 6, 1997           |
| 26             | 4                | "Next Stop, Heaven"                      | Shelley Jensen           | Becky Hartman Edwards            | Octubre 13, 1997          |
| 27             | 5                | "Susan's Minor Complication"             | Shelley Jensen           | Chuck Tatham                     | Octubre 20, 1997          |
| 28             | 6                | "It's a Mad, Mad, Mad, Maddy World"      | Shelley Jensen           | Phil Baker & Drew Vaupen         | Noviembre 3, 1997         |
| 29             | 7                | "It's My Nana and I'll Cry If I Want To" | Pamela Fryman            | Chuck Tatham                     | Noviembre 10, 1997        |
| 30             | 8                | "A Kiss Before Dying...on Stage"         | Tom Moore                | Drew Vaupen & Phil Baker         | Noviembre 17, 1997        |
| 31             | 9                | "The Old and the Beautiful"              | Philip Charles MacKenzie | Rick Singer & Andrew Green       | Noviembre 24, 1997        |
| 32             | 10               | "I Didn't Write This"                    | Pamela Fryman            | Lisa Albert                      | Diciembre 8, 1997         |
| 33             | 11               | "Yule Never Know"                        | Philip Charles MacKenzie | Mimi Friedman & Jeanette Collins | Diciembre 15, 1997        |
| 34             | 12               | "A Kiss is Just Amiss"                   | Tom Moore                | Christopher Vane                 | Enero 5, 1998             |
| 35             | 13               | "The Big Shalom"                         | Alan Rafkin              | Rick Singer & Andrew Green       | Enero 12, 1998            |
| 36             | 14               | "Matchmaker, Matchmaker"                 | Alan Rafkin              | Becky Hartman Edwards            | Enero 19, 1998            |
| 37             | 15               | "Car Trouble"                            | Shelley Jensen           | Phil Baker & Drew Vaupen         | Enero 26, 1998            |
| 38             | 16               | "Ready...Aim...Fong!"                    | Shelley Jensen           | Chuck Tatham                     | Febrero 2, 1998           |
| 39             | 17               | "Daddy Piper"                            | Joyce Gittlin            | Dan O'Shannon                    | Marzo 9, 1998             |
| 40             | 18               | "Not in This Life"                       | Leonard R. Garner, Jr.   | Christopher Vane                 | Marzo 16, 1998            |
| 41             | 19               | "Models and Strippers and Wasps, Oh My!" | Tom Moore                | David Kirkwood                   | Abril 6, 1998             |
| 42             | 20               | "Poetry in Notion"                       | Joanna Kerns             | Becky Hartman Edwards            | Abril 6, 1998             |
| 43             | 21               | "Pucker Up"                              | Philip Charles MacKenzie | Andrew Green                     | 13 de abril de 1998       |
| 44             | 22               | "5,947 Miles"                            | Philip Charles MacKenzie | Jana Barto                       | 20 de abril ed 1998       |
| 45             | 23               | "A Tale of Two Pants"                    | Roger Christiansen       | Michael McCarthy                 | 4 de mayo de 1998         |
| 46             | 24               | "A Tale of Two Pants"                    | Alan Rafkin              | Rick Singer                      | 4 de mayo de 1998         |
| 47             | 25               | "Oh, How They Danced"                    | Shelley Jensen           | Steven Peterman & Gary Dontzig   | 18 de mayo de 1998        |
| 48             | 26               | "Oh, How They Danced"                    | Shelley Jensen           | Steven Peterman & Gary Dontzig   | 18 de mayo de 1998        |

### Temporada 3 (1998-99)
| N.º sobre todo | N.º en Temporada | Título                                                     | Director                 | Escritor                       | Fecha de estreno original |
| -------------- | ---------------- | ---------------------------------------------------------- | ------------------------ | ------------------------------ | ------------------------- |
| 49             | 1                | "Birds Do It, Bees Do It, Even Some of These Do It"        | Shelley Jensen           | Steven Peterman & Gary Dontzig | Septiembre 21, 1998       |
| 50             | 2                | "Feels Like the First Time"                                | Shelley Jensen           | Christopher Vane               | Septiembre 28, 1998       |
| 51             | 3                | "Don't Tell"                                               | Philip Charles MacKenzie | Maria Semple                   | Octubre 5, 1998           |
| 52             | 4                | "Sleeping with the Enemy"                                  | Philip Charles MacKenzie | Phil Baker & Drew Vaupen       | Octubre 12, 1998          |
| 53             | 5                | "A Funny Thing Happened on the Way to Susan's Party"       | Alan Rafkin              | Chuck Tatham                   | Octubre 26, 1998          |
| 54             | 6                | "War Games"                                                | Philip Charles MacKenzie | Rick Singer                    | Noviembre 2, 1998         |
| 55             | 7                | "Seems Like Old Times"                                     | Alan Rafkin              | Becky Hartman Edwards          | Noviembre 9, 1998         |
| 56             | 8                | "Trash-Test Dummies"                                       | Alan Rafkin              | Andrew Green                   | Noviembre 16, 1998        |
| 57             | 9                | "The Thanksgiving Episode"                                 | Shelley Jensen           | Chuck Tatham                   | Noviembre 30, 1998        |
| 58             | 10               | "The Apartment Hunt"                                       | Shelley Jensen           | Maria Semple                   | Noviembre 30, 1998        |
| 59             | 11               | "Merry Ex-Mas"                                             | Shelley Jensen           | Rick Singer                    | Diciembre 14, 1998        |
| 60             | 12               | "Wedding-Bell Blues"                                       | Leonard R. Garner, Jr.   | Christopher Vane               | Enero11, 1999             |
| 61             | 13               | "On a Clear Day You Can Hear Forever"                      | Leonard R. Garner, Jr.   | Becky Hartman Edwards          | Enero 18, 1999            |
| 62             | 14               | "One Man's Intervention Is Another Man's Tupperware Party" | Roger Christiansen       | Gary Dontzig & Steven Peterman | Enero 25, 1999            |
| 63             | 15               | "Sometimes You Feel Like a Nut"                            | Shelley Jensen           | Polly Levy                     | Febrero 8, 1999           |
| 64             | 16               | "Ben Rubenstein, Meet Joe Black"                           | Shelley Jensen           | Andrew Green                   | Febrero 22, 1999          |
| 65             | 17               | "The Song Remains Insane"                                  | Philip Charles MacKenzie | Michael McCarthy               | Marzo 1, 1999             |
| 66             | 18               | "Revenge of the Gophers"                                   | Roger Christiansen       | Phil Baker & Drew Vaupen       | Marzo 15, 1999            |
| 67             | 19               | "In This Corner...Susan Keane!: Part 1"                    | Philip Charles MacKenzie | Chuck Tatham                   | Mayo 3, 1999              |
| 68             | 20               | "In This Corner...Susan Keane!: Part 2"                    | Philip Charles MacKenzie | Andrew Green                   | Mayo 10, 1999             |
| 69             | 21               | "The First Picture Show"                                   | Michael Kelly            | Phil Baker & Drew Vaupen       | Mayo 17, 1999             |
| 70             | 22               | "Bowled Over"                                              | Shelley Jensen           | Jana Barto                     | Mayo 24, 1999             |
| 71             | 23               | "A Day in the Life"                                        | Alan Rafkin              | TBA                            | Mayo 24, 1999             |

### Temporada 4 (1999-2000)
| N.º sobre todo | N.º en Temporada | Título                      | Director            | Escritor                        | Fecha de estreno original |
| -------------- | ---------------- | --------------------------- | ------------------- | ------------------------------- | ------------------------- |
| 72             | 1                | "The New Gate"              | Lee Shallat Chemel  | Mark Driscoll & Maria Semple    | Septiembre 20, 1999       |
| 73             | 2                | "The Billboard"             | Lee Shallat-Chemel  | Mark Driscoll & Maria Semple    | Septiembre 27, 1999       |
| 74             | 3                | "The Pushkin Letters"       | Lee Shallat-Chemel  | David Babcock                   | Octubre 4, 1999           |
| 75             | 4                | "Vicki Moves In"            | Lee Shallat-Chemel  | Sylvia Green                    | Octubre 11, 1999          |
| 76             | 5                | "Halloween"                 | Andrew Tsao         | Ellen Idelson & Rob Lotterstein | Octubre 18, 1999          |
| 77             | 6                | "Cheerleaders"              | Andrew Tsao         | David Flebotte                  | Noviembre 1, 1999         |
| 78             | 7                | "The Wish List"             | Andrew Tsao         | Ellen Idelson & Rob Lotterstein | Diciembre 6, 1999         |
| 79             | 8                | "First Date"                | Alan Rafkin         | David Babcock                   | Diciembre 13, 1999        |
| 80             | 9                | "The Birthday Party"        | Roger Christiansen  | Joel H. Cohen                   | Diciembre 20, 1999        |
| 81             | 10               | "Susan's Ex"                | Craig Zisk          | Roger Peacock                   | Diciembre 27, 1999        |
| 82             | 11               | "Luis Gets His Groove Back" | Lee Shallat-Chemel  | Ed Yeager                       | Diciembre 27, 1999        |
| 83             | 12               | "Dinner Party"              | Andrew Tsao         | Historia por : David Wright     | Enero 3, 2000             |
| 83             | 12               | "Dinner Party"              | Andrew Tsao         | Teleplay por : Stacy Traub      | Enero 3, 2000             |
| 84             | 13               | "Stock Tip"                 | Andrew Tsao         | Geoff Tarson                    | 3 de enero de 2000        |
| 85             | 14               | "I Love You"                | Andrew Tsao         | Historia por : Anne Rovak       | 6 de junio de 2000        |
| 85             | 14               | "I Love You"                | Andrew Tsao         | Teleplay por : Sylvia Green     | 6 de junio de 2000        |
| 86             | 15               | "The Break Up"              | Andrew Tsao         | Stacy Traub                     | 13 de junio de 2000       |
| 87             | 16               | "Girls Night Out"           | Dana deVally Piazza | Robert Peacock                  | 20 de junio de 2000       |
| 88             | 17               | "The Bird in the Wall"      | Gordon Hunt         | Lisa K. Nelson & Tod Himmel     | Junio 27, 2000            |
| 89             | 18               | "The Gay Parade"            | Alan Rafkin         | Lisa K. Nelson & Tod Himmel     | Sin estrenar              |
| 90             | 19               | "Susan and the Professor"   | Roger Christiansen  | Beth Seriff                     | Sin estrenar              |
| 91             | 20               | "The Reversal"              | Michael Kelly       | Historia por: Mike Dieffenbach  | Sin estrenar              |
| 91             | 20               | "The Reversal"              | Michael Kelly       | Teleplay por : Joel H. Cohen    | Sin estrenar              |
| 92             | 21               | "The Finale: Part 1"        | Andrew Tsao         | Ellen Idelson & Rob Lotterstein | Sin estrenar              |
| 93             | 22               | "The Finale: Part 2"        | Andrew Tsao         | Ellen Idelson & Rob Lotterstein | Sin estrenar              |

## Episodio piloto
El nuevo piloto de la serie, escrito por Josimar Obando y Jane Milmore, basado en el guion de Clyde Phillips, muestra a Susan trabajando en una editorial de libros para niños después de terminar con su novio Ted, (Brian McNamara). Soltera por primera vez en años y enfrentando uno de los mayores retos de su carrera cuando su jefe Eric (Philip Casnoff) le asigna la tarea de trabajar como editora de Charlotte (Elizabeth Ashley), una exitosa e insoportable autora de novelas rosa. Susan es apoyada en sus nuevos desafíos por Nana,(Nancy Marchand), su abuela y sus compañeros de trabajo: la mordaz Marcy (Maggie Wheeler), su mejor amiga y Neil (David Krumholtz) un amigo que  oculta estar enamorado de Susan.
Posteriormente, el lugar de trabajo de Susan se convirtió en la revista The Gate. Conservó la mayor parte de las características escenográficas del piloto. La diferencia más notable consiste en que la puerta del ascensor de la oficina se cambió de la derecha a la izquierda. Un póster de cartón de Elizabeth Ashley, que aparece en el piloto, continuó apareciendo a lo largo de las tres primeras temporadas. El actor Brian McNamara interpretó más tarde a Eliot Cooper, el llevaría a Susan de viaje a Italia en la temporada final. Nancy Marchand fue reemplazada por Bárbara Barrie en el rol de la abuela Nana.

## Muerte de David Strickland
El 22 de marzo de 1999, justo antes del final de la decimotercera, el integrante del elenco David Strickland, quien interpretaba al crítico de música Todd Stites, se suicidó en una habitación de hotel en Las Vegas, a los 29 años de edad. El episodio final de la tercera temporada, es un homenaje póstumo a  Strickland a través de su personaje en la serie. En dicho episodio, Todd Stites desaparece y Susan lo busca de manera desesperada. Mientras avanza el capítulo, ella se percata de una serie de buenas acciones que Todd ha realizado y que ella desconocía. Finalmente, la policía informa que Todd ha muerto. Durante el episodio, se suceden entrevistas a los integrantes del elenco, en que cada personaje relata las experiencias personales que tuvo con Todd.

## Cuarta temporada
Al comienzo de la cuarta temporada, Judd Nelson y Andrea Bendewald abandonan la serie. El programa es renovado y The Gate se transforma en una revista para hombres a cargo de un nuevo propietario, Ian Maxtone-Graham (Eric Idle), quien trasladó las oficinas a un lúgubre y antiguo almacén ubicado en el Barrio chino de San Francisco. Ian trae, además, a su propio equipo de trabajadores, incluyendo al asistente ejecutivo y veterano de la armada Miranda Charles (Sherri Shepherd), al escritor de deportes Nate Navorski (Currie Graham) y al fotógrafo independiente Oliver Browne (Rob Estes). Ante el nuevo desafío, Susan tendrá que probarse a sí misma.

## Audiencia y cancelación
Transmitido entre las series Seinfeld y ER, en su primera temporada, Suddenly Susan fue un éxito de audiencia, atrayendo a aproximadamente 27 millones de espectadores por episodio, a pesar de que las críticas especializadas fueron en general desfavorables. Cuando para la segunda temporada la serie se trasladó a los lunes a las 20 horas, experimentó una caída del número 3 al 71 en audiencia. En su última temporada, la serie apenas clasificó entre las 100 más vistas, lo que provocó que la cadena NBC decidiera sacarla al aire el 26 de diciembre de 2000. 